# Ditomotarsus
Ditomotarsus is een geslacht van wantsen uit de familie van de Acanthosomatidae (Kielwantsen). Het geslacht werd voor het eerst wetenschappelijk beschreven door Maximilian Spinola in 1850.

## Soorten
Het genus bevat de volgende soorten:

- Ditomotarsus hyadesi Signoret, 1881
- Ditomotarsus punctiventris Spinola, 1852